# 上海市公安局出入境管理局
上海市公安局出入境管理局（Exit and Entry Administration Bureau of Shanghai Public Security Bureau），对外称上海市出入境管理局，成立于2003年4月，其前身是上海市公安局外国人管理与出入境管理处（外管处）。
上海市出入境管理局的工作职责包括对中国公民和在沪外国人的管理与服务。服务方面，主要负责中国公民因私出国出境的申请，签发因私普通护照和通行证；受理、审批在沪外国各类签证、居留许可和永久居留身份证的申请；负责办理申请从上海空港、海港入境的外国人的口岸签证。管理方面，主要负责在沪外国人的管理，以及查处中国公民、外国人违反出入境管理法的案件，打击出入境违法犯罪行为。

## 机构设置
下设办公室、政治处（与监察室合署）、法制处、中国公民出国（境）证件管理处、外国人证件管理处、口岸签证处、案件调查处、外国人管理处、证照管理处等9个处室。同时指导上海市各区公安分局出入境管理办公室（出入境接待中心）工作。